# Future Football Club
O Future Football Club, antigamente conhecido como Coca-Cola FC, é um clube de futebol sediado na cidade de Cairo, no Egito. Fundado em 2011, atualmente, disputa o Campeonato Egípcio. O clube manda seus jogos oficiais no Estádio Al Salam, que possui capacidade para 30 000 espectadores.

## História
O clube pertencia a uma filial da The Coca-Cola Company desde o seu fundamento em 2011 até 2021. Na última temporada com o nome de Coca-Cola FC ocorreu o acesso para o Campeonato Egípcio de 2021–22 pela primeira vez na história do time.
Em 2 de setembro de 2021, a companhia de investimentos esportivos Future anunciou a aquisição do clube por uma taxa de £E80 milhões de libras egípcias (aproximadamente €4 milhões de euros), e renomeou o clube para Future FC. Na primeira temporada sobre o nome de Future FC o time terminou em 5º lugar na liga, mas mesmo assim se classificou para Copa das Confederações. O time também conseguiu vencer a Copa do Egito na sua primeira temporada.

## Títulos

### Nacionais
- Campeão da Copa do Egito (1): 2022